# Цешини (Нижньосілезьке воєводство)
Цешини (пол. Cieszyny) — село в Польщі, у гміні Ємельно Ґуровського повіту Нижньосілезького воєводства.
Населення — 106 осіб (2011).
У 1975-1998 роках село належало до Лешненського воєводства.

## Демографія
Демографічна структура станом на 31 березня 2011 року:
|          | Загалом | Допрацездатний вік | Працездатний вік | Постпрацездатний вік |
| -------- | ------- | ------------------ | ---------------- | -------------------- |
| Чоловіки | 54      | 11                 | 35               | 8                    |
| Жінки    | 52      | 13                 | 26               | 13                   |
| Разом    | 106     | 24                 | 61               | 21                   |